# Psorophora
Psorophora es un género de mosquitos que contiene estas especies: 

## SubgéneroPsophora

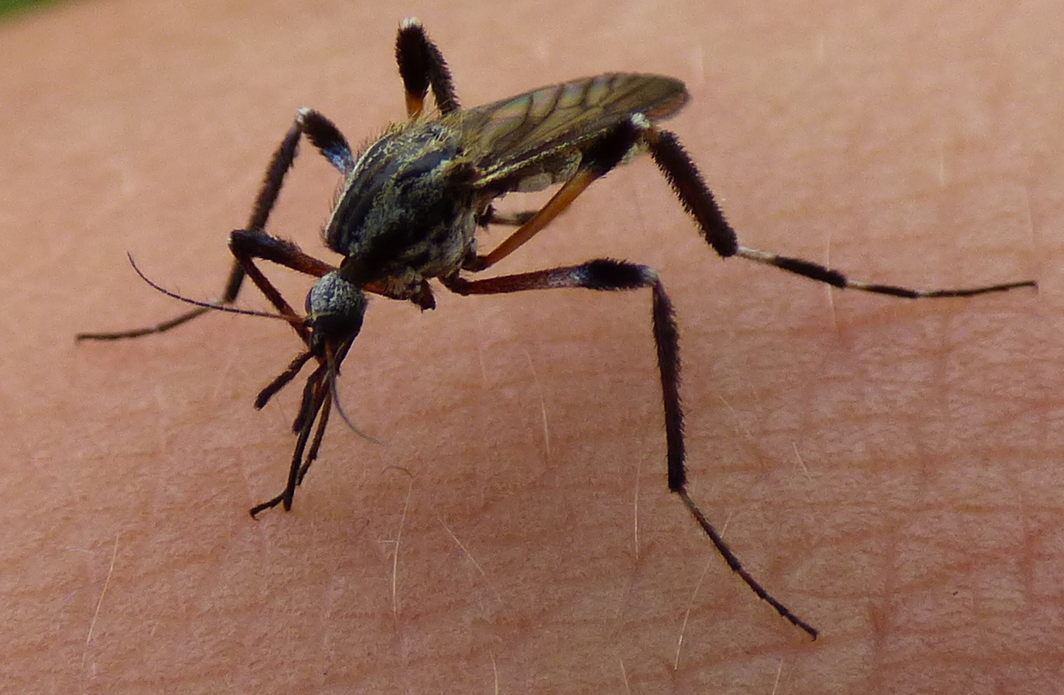
P. holmbergi

- Psorophora ciliata
- Psorophora cilipes
- Psorophora holmbergii

- Psorophora howardii
- Psorophora lineata
- Psorophora ochripes
- Psorophora pallescens
- Psorophora pilipes
- Psorophora saeva
- Psorophora stonei

## SubgéneroJanthinosoma

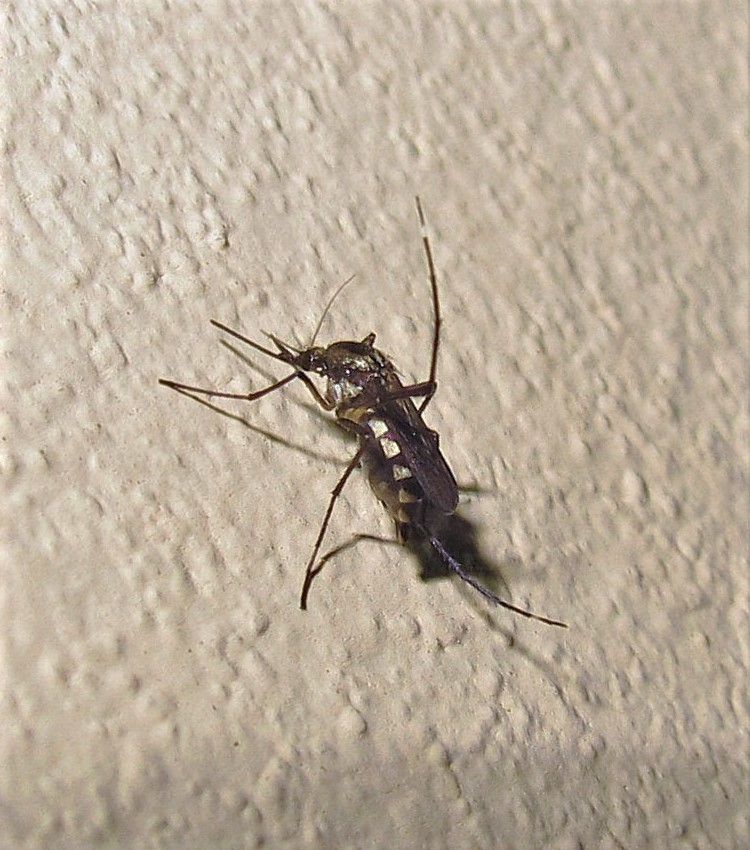
P. albigenu

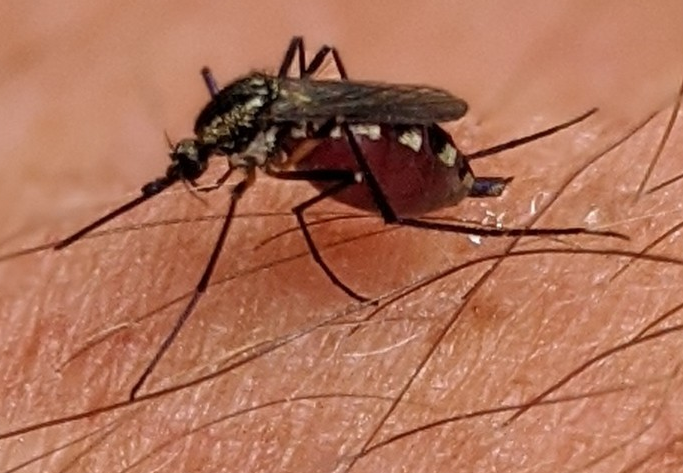
P. mathesoni

- Psorophora albigenu

- Psorophora albipes
- Psorophora amazonica
- Psorophora champerico
- Psorophora circumflava
- Psorophora cyanescens
- Psorophora discrucians
- Psorophora ferox
- Psorophora fiebrigi
- Psorophora forceps
- Psorophora horrida
- Psorophora johnstonii
- Psorophora lanei
- Psorophora longipalpus
- Psorophora lutzii
- Psorophora mathesoni

- Psorophora melanota
- Psorophora mexicana
- Psorophora pilosa
- Psorophora pseudoalbipes
- Psorophora pseudomelanota
- Psorophora totonaci
- Psorophora varipes

## SubgéneroGrabhamia
- Psorophora cingulata
- Psorophora columbiae
- Psorophora confinnis
- Psorophora dimidiata
- Psorophora discolor
- Psorophora funiculus
- Psorophora infinis
- Psorophora insularius
- Psorophora jamaicensis
- Psorophora leucocnemis
- Psorophora paulli
- Psorophora santamarinai
- Psorophora pygmaea
- Psorophora signipennis
- Psorophora tolteca
- Psorophora varinervis